# Jarka Calábková
Jarka Calábková (též Jaruška Calábková, původním jménem Jaroslava, 17. ledna 1931 Ostrava – 19. září 1992 Litoměřice) byla česká tanečnice a choreografka, zakladatelka úspěšného tanečního klubu, který se proslavil zejména svými předtančeními a formacemi.

## Život
Tanec vystudovala na Taneční konzervatoři v Ostravě. Věnovala se výuce společenského tance a působila též Lidové konzervatoři v Ostravě.
V roce 1961 založila v Ostravě taneční klub, který se jmenoval Taneční klub VŽKG Ostrava, později, po její smrti, převzal její jméno. Připravila pro něj více než sedm set choreografií, které uspěly na mistrovství Československa i světových šampionátech.
Spolupracovala též s Československou televizí nebo s ostravským Národním divadlem, pro něž vytvořila např. choreografii pro muzikály Chicago a Nejkrásnější válka.
Zemřela při autonehodě v roce 1992.